# Beate Raabe-Schasching

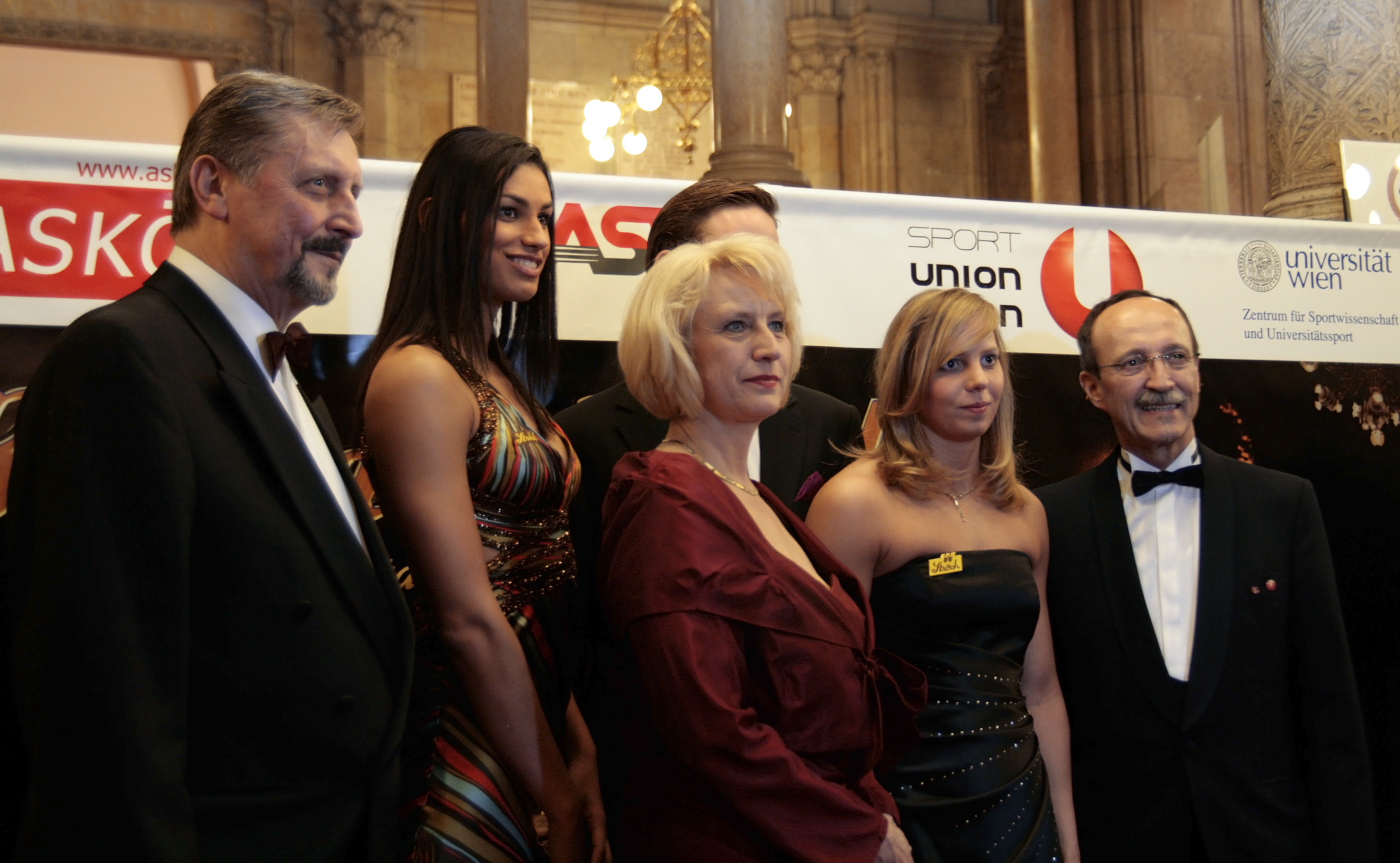
Beate Schasching (Mitte) am Ball des Sports 2009

Beate Raabe-Schasching (* 24. August 1961 in Wels) ist eine österreichische Politikerin (SPÖ) und Vizepräsidentin des Landesschulrats für Niederösterreich. Sie führt seit 12. Mai 2012 ihren Doppelnamen.

## Ausbildung und Beruf
Beate Schasching besuchte von 1968 bis 1972 die Volksschule und im Anschluss eine Allgemeinbildende höhere Schule, die sie 1980 mit der Matura abschloss. Danach absolvierte Schasching von 1980 bis 1983 die Pädagogische Akademie. Nach ihrer Ausbildung war Schasching von 1983 bis 2005 als Hauptschullehrerin an einer Wiener Sporthauptschule tätig, an der sie Deutsch, Musik und Leibeserziehung unterrichtete.

## Politik
Beate Schasching ist seit 1999 Ortsparteivorsitzende der SPÖ Neulengbach-Tausendblum. Sie ist Mitglied des Bundes-Frauenkomitees der SPÖ und Präsidentin der ASKÖ Wien.
Seit 2001 ist Schasching Stadträtin für Gesundheit in Neulengbach. Von 29. Oktober 1999 bis 9. Juli 2008 war sie Abgeordnete im Nationalrat. Sie legte ihr Mandat auf Grund ihrer Wahl zur Vizepräsidentin des Landesschulrats für Niederösterreich zurück.
Seit 2011 ist sie in NÖ Vorsitzende des Pädagogischen Hochschulrats. Sie ist stellvertretende Vorsitzende der SPÖ Bildung.

## Auszeichnungen
- Großes Goldenes Ehrenzeichen für Verdienste um die Republik Österreich (2009)[2][3]